# (74202) 1998 RL56
(74202) 1998 RL56 – planetoida z pasa głównego asteroid okrążająca Słońce w ciągu 3,88 lat w średniej odległości 2,47 j.a. Odkryta 14 września 1998 roku.